# Moabiter Markthalle
Die Moabiter Markthalle (auch: Arminiusmarkthalle), als Markthalle X 1891 eröffnet, wurde nach den Plänen des Architekten Hermann Blankenstein innerhalb von nur einem Jahr errichtet. Der Haupteingang der Markthalle befindet sich an der Arminiusstraße im Berliner Ortsteil Moabit. Umgeben wird das Gebäude von der Bremer Straße (westlich), der Bugenhagenstraße (nördlich) und der Jonasstraße (östlich).  

## Name
Zur besseren Lagekennzeichnung erhielt die Halle auch den Namen Arminiushalle oder Markthalle Arminiusstraße. Der Name der Straße und der Halle leitet sich vom Cheruskerfürsten Arminius ab, der erfolgreich die Varusschlacht bestritt. Ab November 2010 hieß das Gebäude zwischenzeitlich Zunft[halle] Arminiusmarkthalle  hat aber mittlerweile den alten und nie ganz verdrängten gebräuchlicheren Namen Arminiusmarkthalle angenommen. Entsprechende Eingangsschilder wurden wieder von Zunfthalle auf Markthalle umgestellt.

## Geschichte

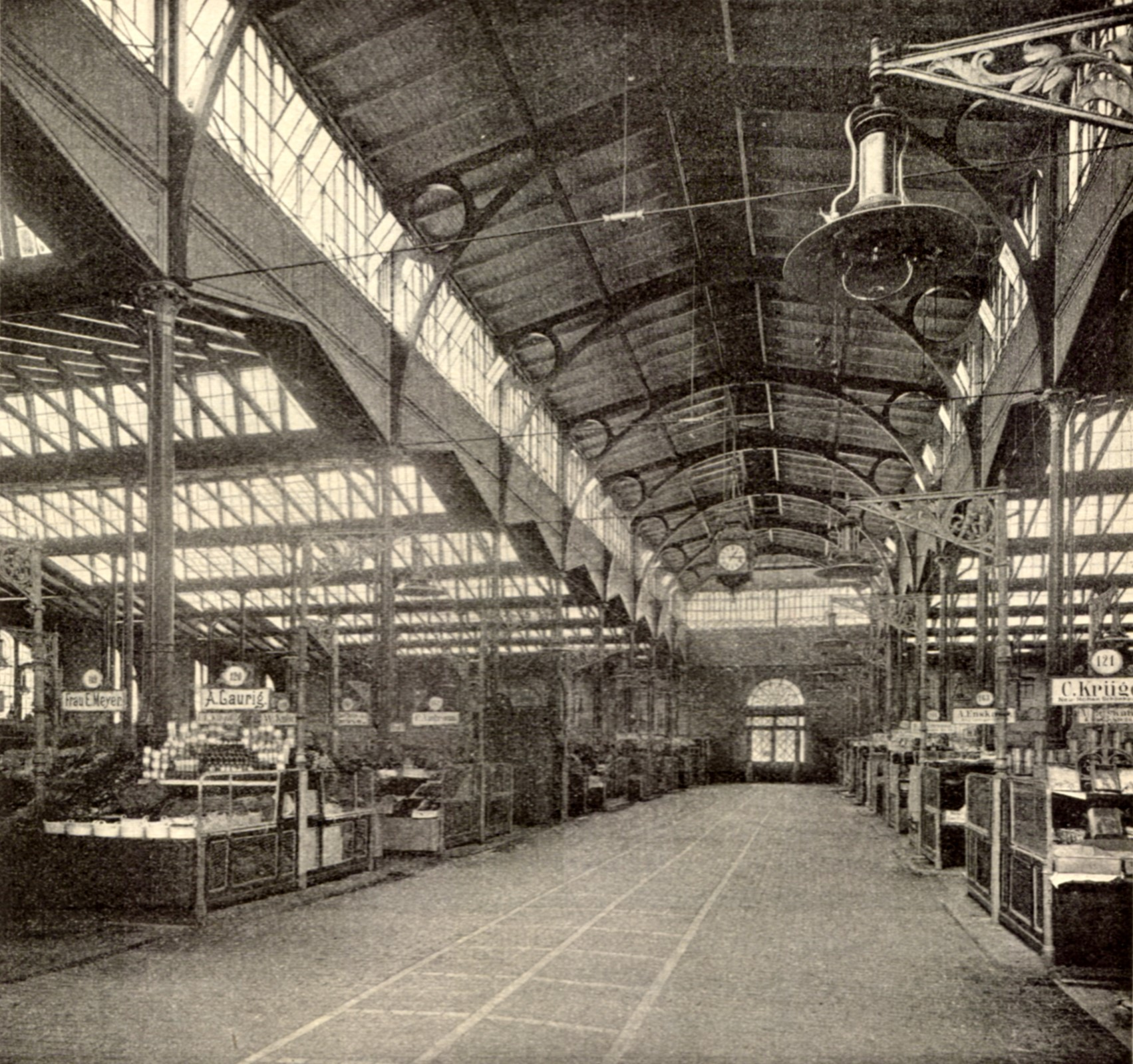
Blick in den Hauptgang, 1896

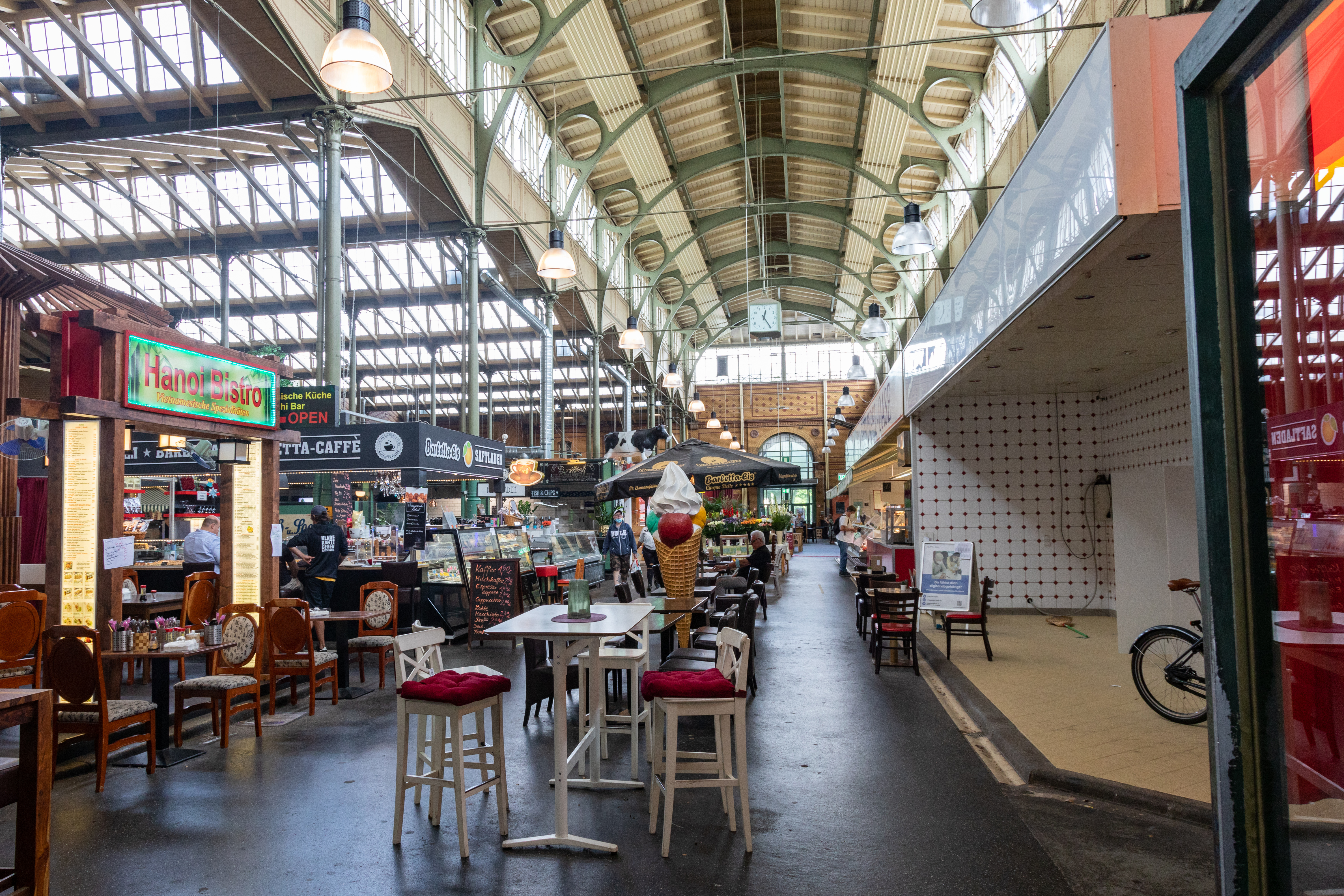
Blick in den Hauptgang, 2021

Das Gebäude ist die zehnte von 14 überdachten Berliner Markthallen, die nach einem 1881 ergangenen Beschluss des Berliner Magistrats die als unhygienisch geltenden offenen Märkte ablösen sollten. Der schnelle Bau der Gebäude war möglich, weil vorgefertigte Bauteile sowie eine für die damalige Zeit moderne Eisenkonstruktion angewendet wurden.
In der Halle befanden sich 425 Stände in zehn Verkaufsgängen. Ein zwölf Meter breiter Mittelgang erschließt die jeweils 2,48 Meter breiten Seitengänge. Durch diese Anordnung konnten Pferdefuhrwerke, Handkarren oder Hundegespanne die Waren unmittelbar bis zu den Ständen bringen. Die Halle, im Zweiten Weltkrieg schwer beschädigt, wurde in den 1950er Jahren wieder aufgebaut. Der Berliner Senat hat die Halle 1982 als Baudenkmal ausgewiesen und ließ sie zu ihrem 100-jährigen Bestehen 1991 umfangreich renovieren. Fünf Jahre später erfolgte die Restaurierung der Inneneinrichtung in Anlehnung an die historischen Stilelemente. Doch kaum ein Händler war danach hier eingemietet, die denkmalgeschützten Podeste der ehemaligen kleinen Marktstände durften nicht verändert werden. Es entstanden daher Provisorien. Einer der wenigen alten Mieter ist der Blumenhändler Karl-Heinz Fechner, der bereits seit den 1980er Jahren seinen Stand in der Halle hat. Daneben fanden sich früher fünf Fischhändler und sieben Fleischer. Bis zum Jahr 2010 galt die historische Markthalle als unrentabel, danach übernahmen Investoren vom Berliner Großmarkt die Moabiter Halle und eröffneten sie am 20. November 2010 als Zunfthalle neu. Nun zogen vor allem Gastronomen ein, wodurch nach offiziellem Einkaufsende noch eine Belebung des Gebäudes erreicht wurde.
Mittlerweile heißt die Halle wieder Arminiusmarkthalle. Seither befinden sich in der Markthalle neben einer Norma-Filiale wieder fast ausschließlich freie Händler. Neben der Versorgung mit Nahrungsmitteln und Blumen gibt es Gastronomie-, Musik- und Eventangebote. Bis Ende 2013 gab es unmittelbar in der Markthalle die Brauanlage der Brauerei BrewBaker, deren Ausschank sich nach wie vor dort befindet. 
Bemerkenswert ist die  Kunstinstallation Gebetomat von Oliver Sturm im Hauptgang. Das einem Fotoautomaten nachempfundene Gerät kann über 330 Gebete in mehr als 65 Sprachen wiedergeben.

## In der Umgebung
Im Jahr 2018 entstand unweit der Arminiusmarkthalle mit dem Schultheiss Quartier ein neues großes Einkaufszentrum. Wegen der inzwischen gewandelten Einstellung der Berliner zu ihren Markthallen fürchtet das Management das neue Angebot nicht als Konkurrenz. Man hofft, dass das Einkaufszentrum mehr Menschen nach Moabit bringt.